# 林德官德興殿

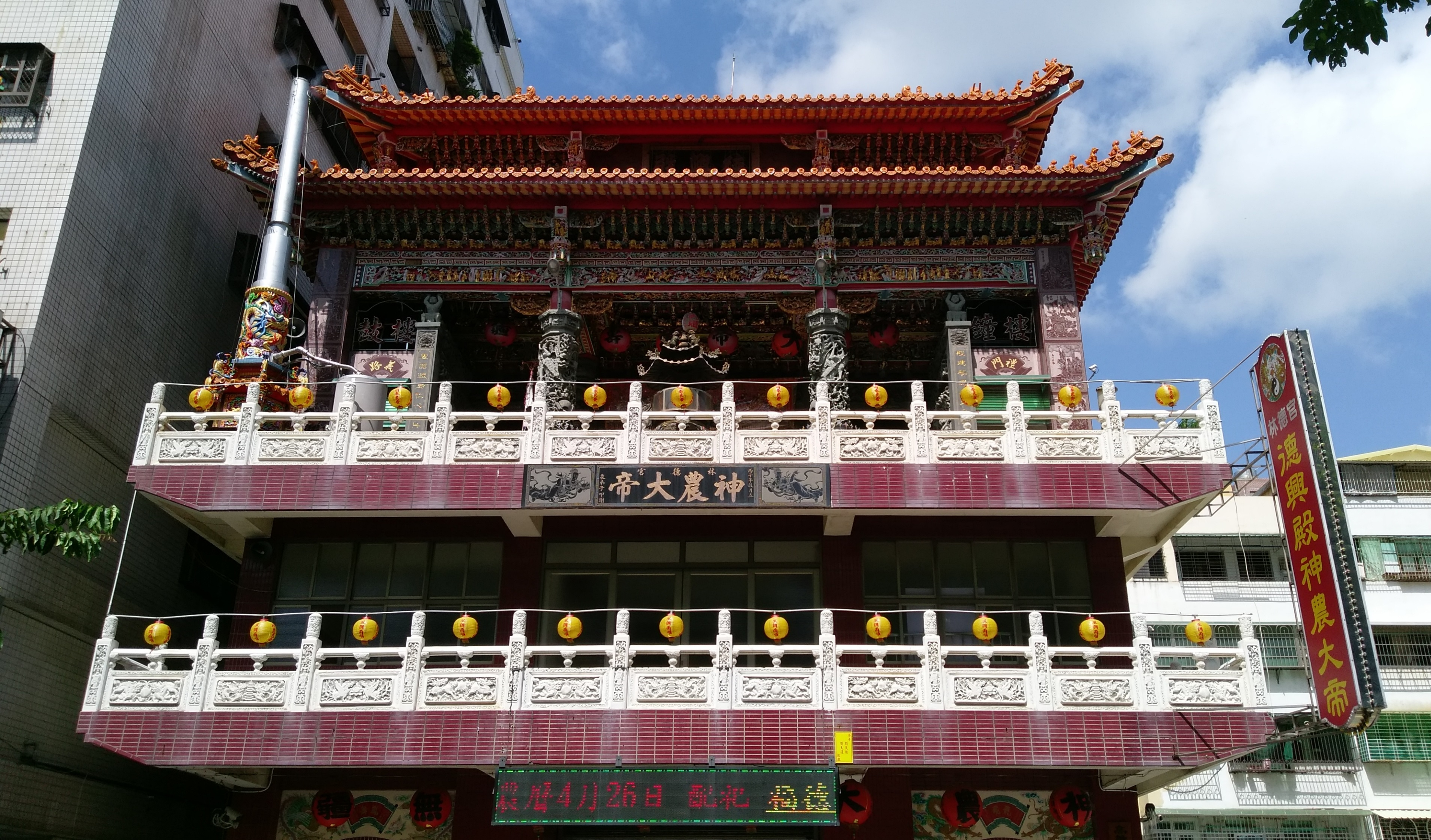
林德官德興殿全景

林德官德興殿，是中華民國高雄市苓雅區次分區林德官的廟宇，主奉神農大帝。

## 歷史沿革
清代，神農大帝降旨於今苓雅區林德官高雄市立文化中心現址建廟，林德官古時地名為水西庄，屬台南府鳳山郡轄境。至清道光八年（公元1828年），由林譚全先生重建，廟宇各神殿有五間，懸掛匾額「德興殿」，被稱呼「先農廟」。
民國67年（1978年），因高雄市政府設立中正文化中心（現高雄市立文化中心），將德興殿廟宇拆除，廟宇被高雄市府分配到苓雅區林德官段三五二六地段現址，供地方信眾膜拜。由於廟宇日漸凋殘陳舊，善信建議拆除重建，於民國79年（1990年）8月組成德興殿重建委員會。在民國81年（1992年）1月15日動土開工興建，總工程費耗資參千餘萬元，經費全由善信大德自由捐獻，歷經五載終於民國85年（1996年）農曆十一月十六日落成。
民間俗諺：「林德官，看品維」，描述早期每逢農曆四月廿六日神農大帝聖誕時，林德官庄會舉辦牛墟活動。由於林德官庄百姓以務農為業，在神農聖誕日林德官庄民均會擺酒席款待，形成市集。因「神農大帝」顯赫神通，澤被蒼生 ，香火鼎盛，此廟又被善信稱呼為「先祖爺廟」。

## 祀神
德興殿主祀神農大帝，配祀福德正神、文昌帝君、註生娘娘、太歲星君、中壇元帥